# St. Bartholomäus (Dilsberg)

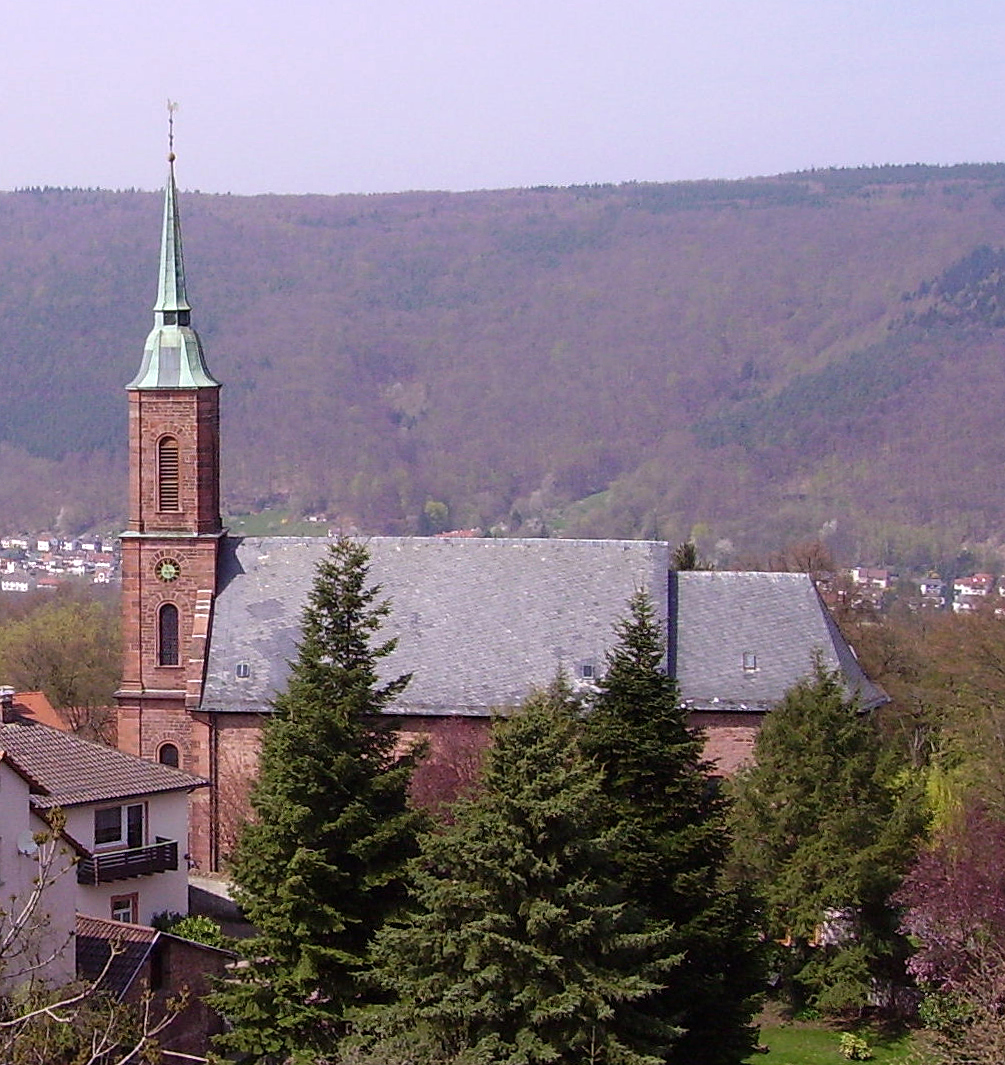
St.-Bartholomäus-Kirche

Die St.-Bartholomäus-Kirche ist eine römisch-katholische Kirche in Dilsberg, einem Stadtteil von Neckargemünd im Rhein-Neckar-Kreis im Nordwesten Baden-Württembergs. Sie wurde im 18. Jahrhundert im Barockstil erbaut.

## Geschichte
Ruprecht I., Kurfürst von der Pfalz, stiftete 1378 eine ewige Messe in Dilsberg. Das Wormser Synodale von 1494 erwähnte eine Kapelle in Dilsberg, die St. Oswald geweiht war. 1556 führte Kurfürst Ottheinrich die Reformation in der Kurpfalz ein, bei der Pfälzischen Kirchenteilung jedoch fiel die Kirche 1707 wieder an die Katholiken. Durch die Garnison war Dilsberg einer der wenigen Orte in der Kurpfalz, in der die Katholiken im frühen 18. Jahrhundert die Mehrheit der Bevölkerung stellten.
Nach den Plänen von Kaspar Valerius wurde zwischen 1733 und 1735 eine neue Kirche erbaut, wobei ein Teil des Mauerwerks der alten Kapelle in den Bau miteinbezogen wurde. Zugleich wurde in Dilsberg eine eigenständige Pfarrei eingerichtet. Zwei Jahre später wurde die Kirche dem Apostel Bartholomäus geweiht. 1864 wurde die Kirche vergrößert und der alte Dachreiter durch einen neobarocken Kirchturm ersetzt. Zwischen 1962 und 1965 fand eine aufwendige Restaurierung statt. Die Pfarrei gehört heute zur Seelsorgeeinheit Neckargemünd im Dekanat Kraichgau im Erzbistum Freiburg.

## Beschreibung

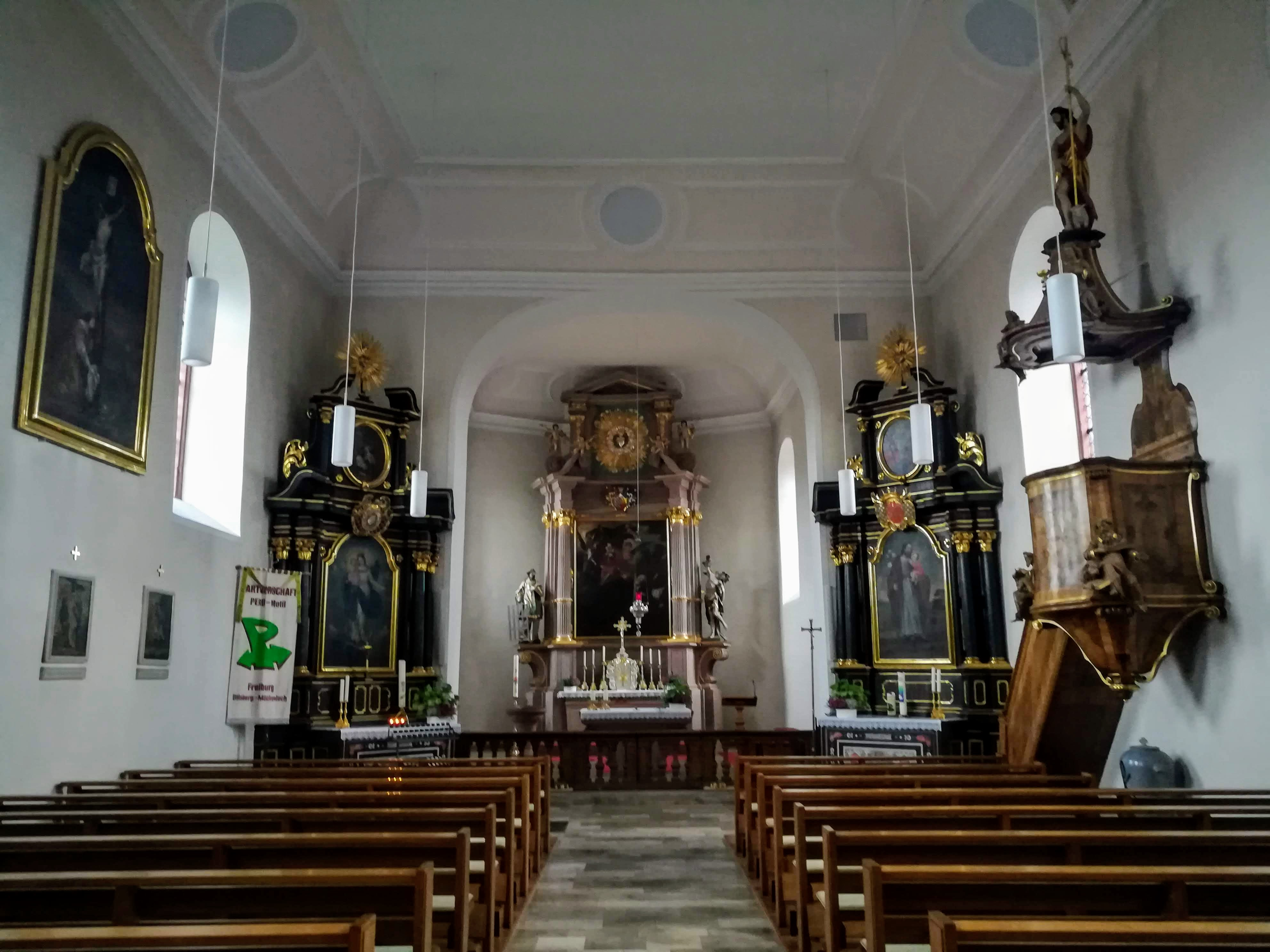
Blick ins Kirchenschiff
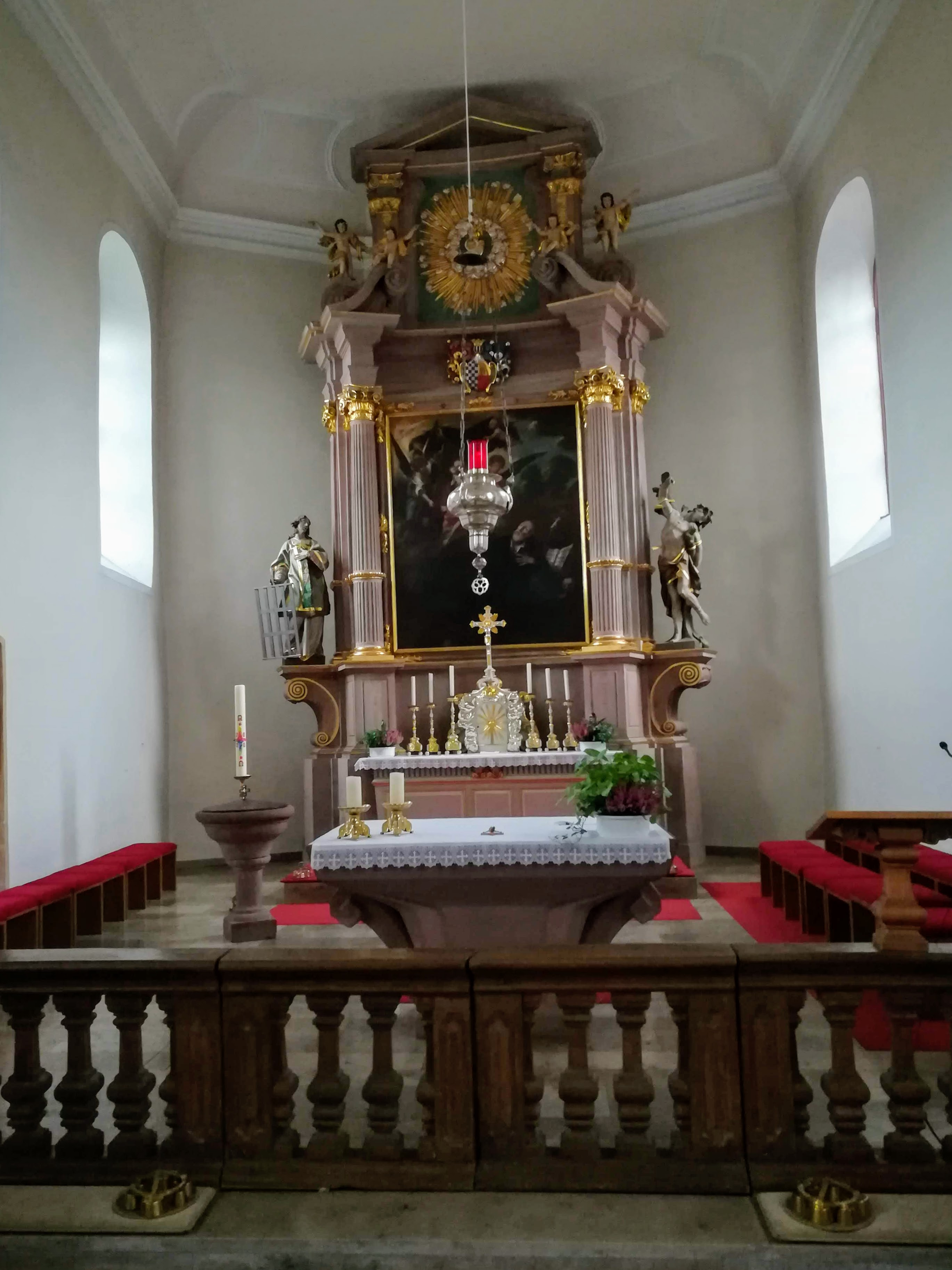
Barocker Hochaltar
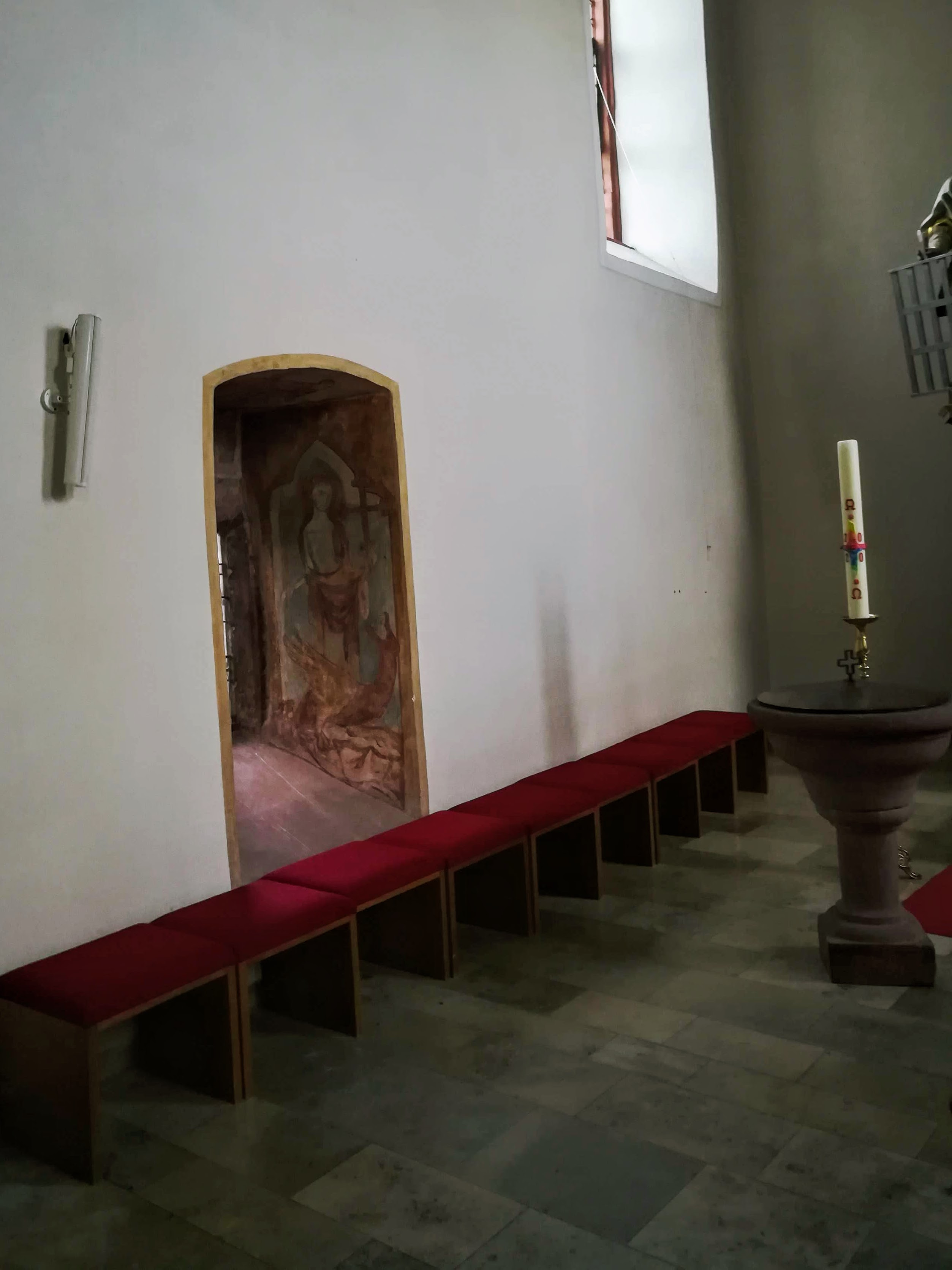
Fresko der Hl. Margarethe
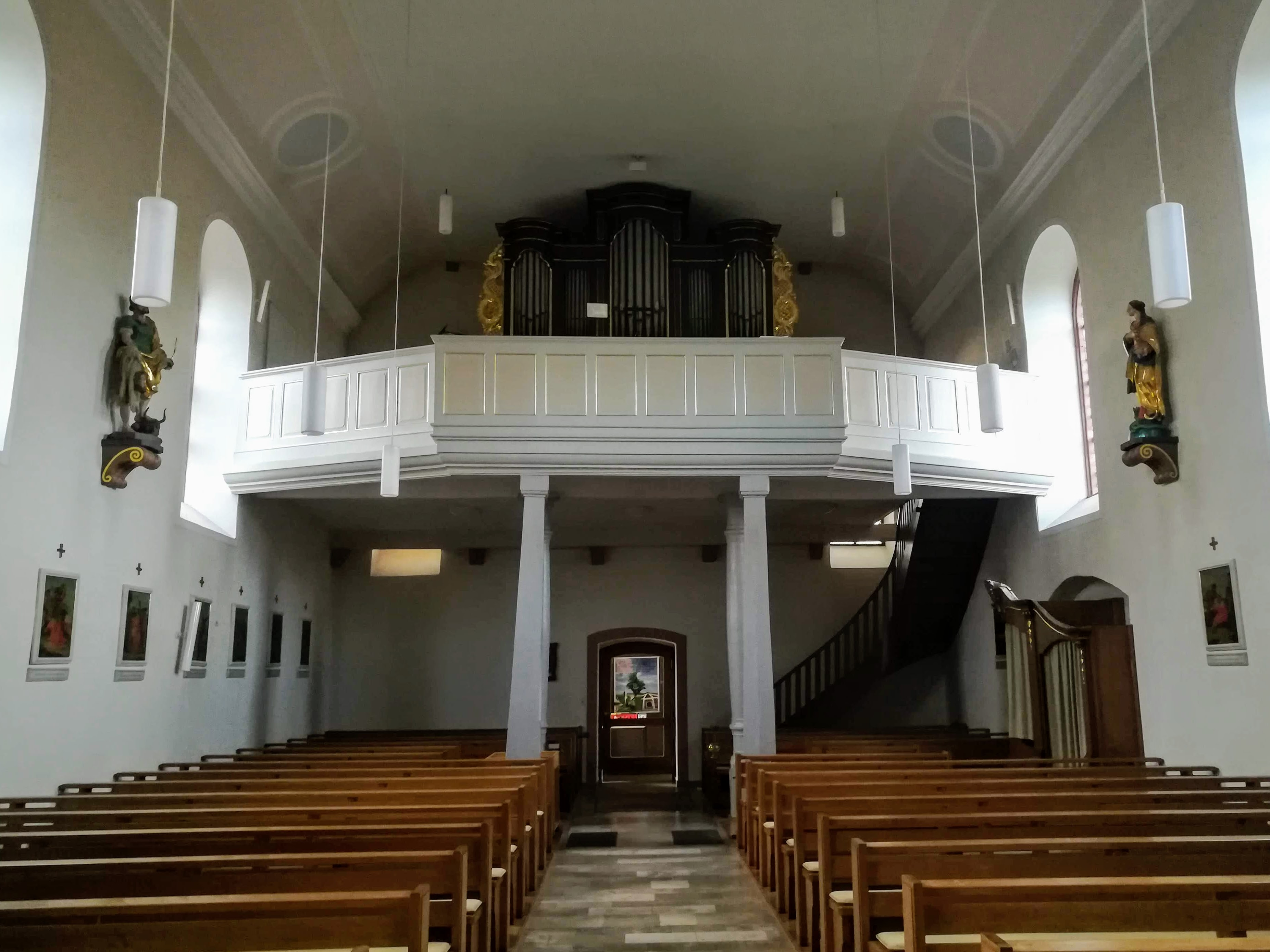
Orgel

Die St.-Bartholomäus-Kirche steht im Nordosten von Dilsberg hoch über dem Neckar. Sie ist ein einschiffiger Gewölbebau. Von der alten Kapelle hat sich ein Fresko aus dem 14. Jahrhundert erhalten, das die Hl. Margarethe darstellt. Die beiden Seitenaltäre und die Kanzel aus Holz gehören zur Originalausstattung der Kirche aus dem 18. Jahrhundert.
Der Hochaltar aus Sandstein wurde 1746 nach Plänen von Alessandro Galli da Bibiena für die Heidelberger Jesuitenkirche geschaffen und kam 1871 nach Dilsberg. Die Statuen an den Seiten, Sebastian und Laurentius, schuf 1748 Paul Egell. Die Orgel wurde 1966 von Hans-Theodor Vleugels erbaut. Das Instrument mit barocker Disposition hat 15 Register auf zwei Manualen und Pedal.